# Cystopteris alpina
Cystopteris alpina là một loài thực vật có mạch trong họ Woodsiaceae. Loài này được (Jacq.) Desv. miêu tả khoa học đầu tiên năm 1827.

## Hình ảnh

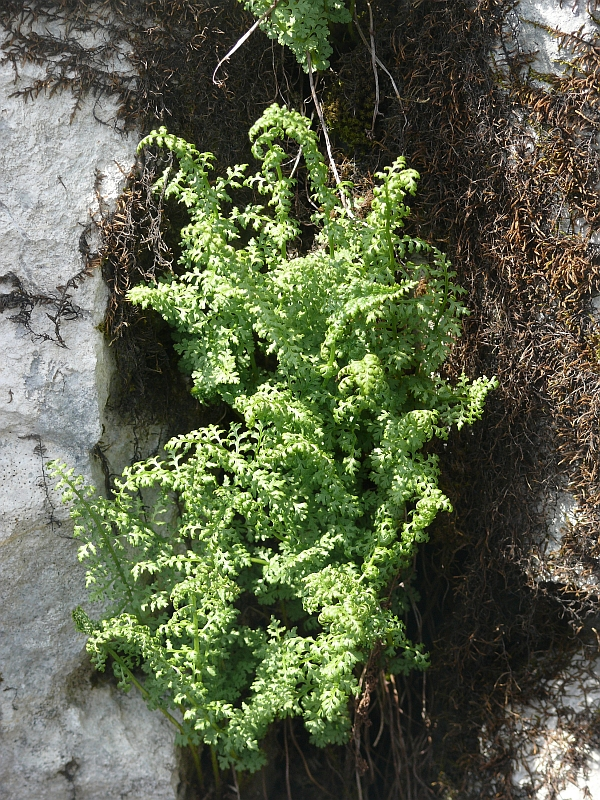
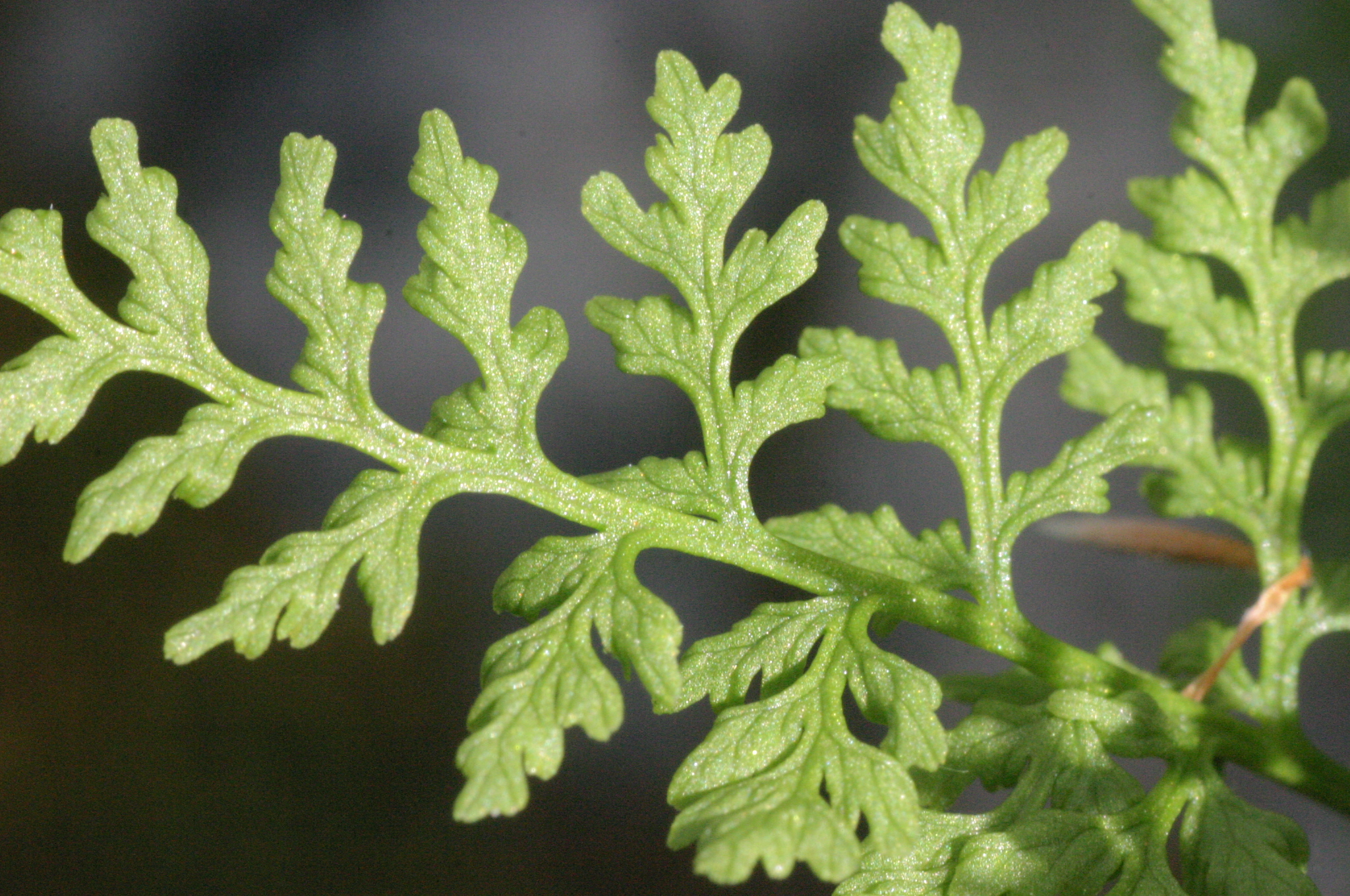
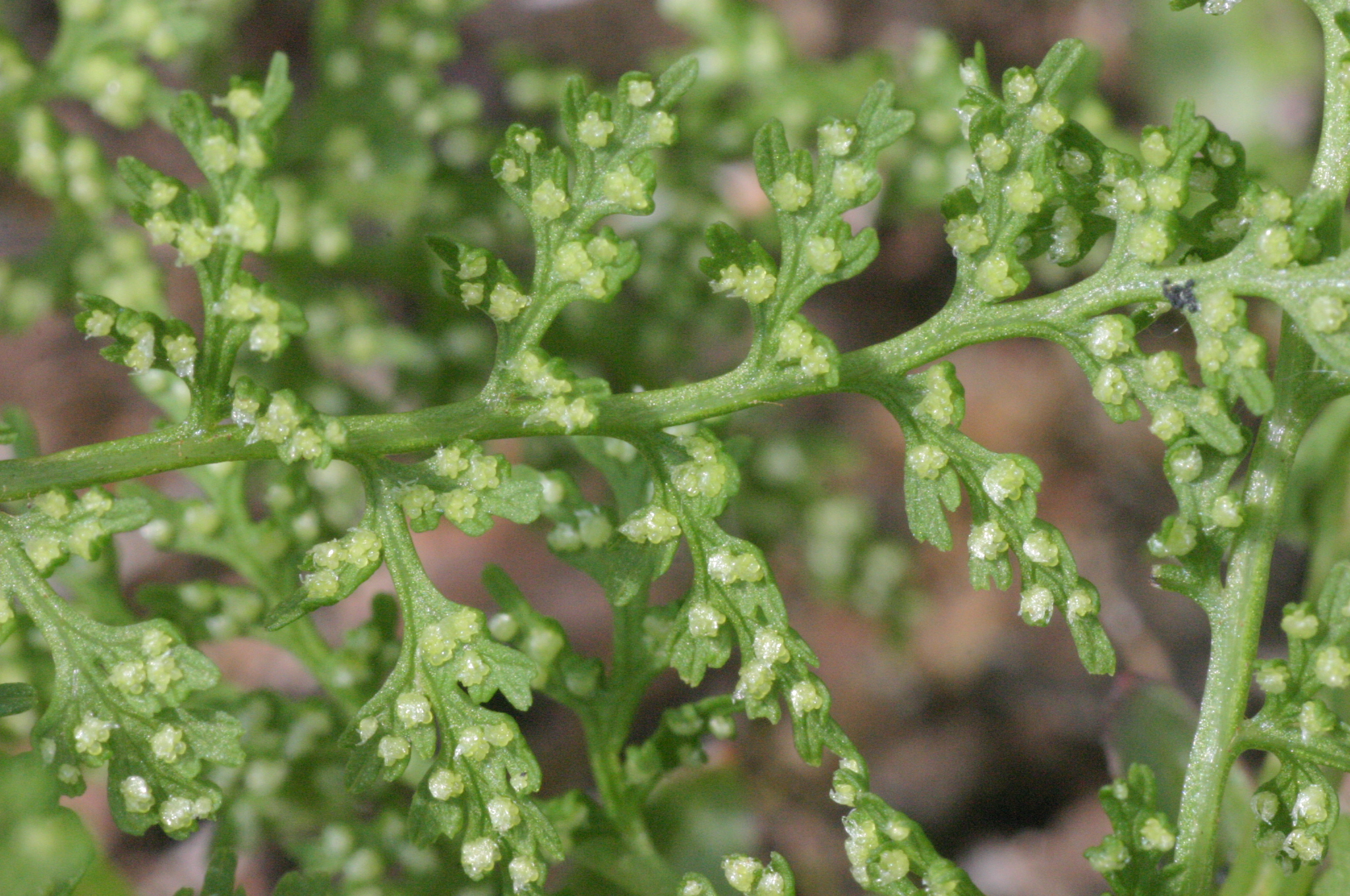
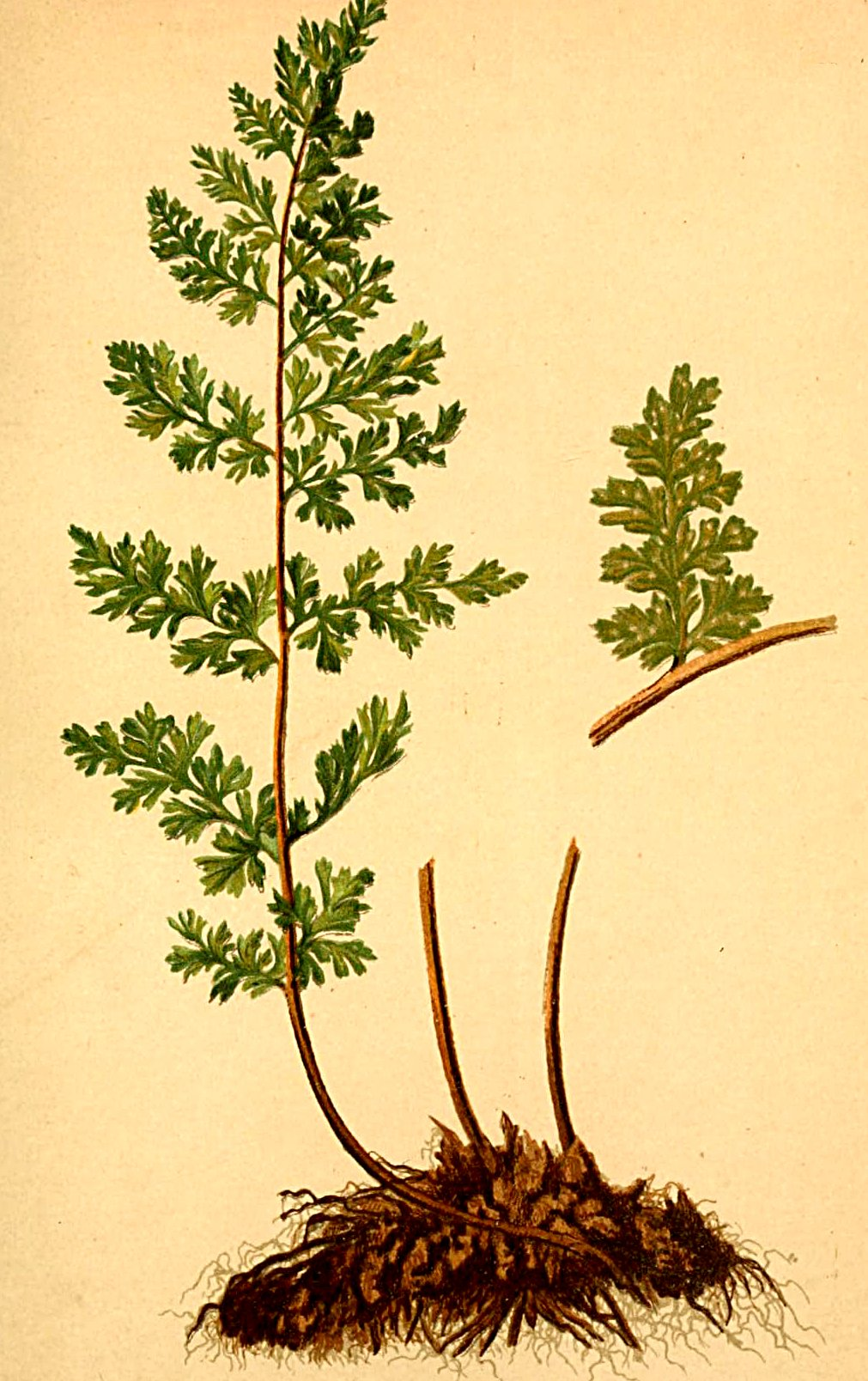